# Campionati europei di ciclismo su pista 2023 - Americana maschile
L'americana maschile ai Campionati europei di ciclismo su pista 2023 si svolse il 12 febbraio 2023 presso il Velodrome Suisse di Grenchen, in Svizzera.

## Risultati
La gara si è corsa sulla distanza di 200 giri (50 km), con 20 sprint.
| Pos. | Atleti                              | Nazione       | Punti giro | Punti sprint | Ordine d'arrivo | Punti totali |
| ---- | ----------------------------------- | ------------- | ---------- | ------------ | --------------- | ------------ |
| 1    | Roger Kluge Theo Reinhardt          | Germania      | 0          | 43           | 1               | 43           |
| 2    | Simone Consonni Michele Scartezzini | Italia        | 0          | 34           | 5               | 34           |
| 3    | Donavan Grondin Benjamin Thomas     | Francia       | 0          | 32           | 4               | 32           |
| 4    | Rui Oliveira Iúri Leitão            | Portogallo    | 0          | 31           | 2               | 31           |
| 5    | Robbe Ghys Fabio Van den Bossche    | Belgio        | 0          | 15           | 8               | 15           |
| 6    | Sebastian Mora Albert Torres        | Spagna        | 0          | 13           | 3               | 13           |
| 7    | Oliver Wood Fred Wright             | Gran Bretagna | –20        | 26           | 6               | 6            |
| 8    | Tobias Hansen Theodor Storm         | Danimarca     | 0          | 6            | 11              | 6            |
| 9    | Yoeri Havik Vincent Hoppezak        | Paesi Bassi   | –20        | 22           | 7               | 2            |
| 10   | Raphael Kokas Felix Ritzinger       | Austria       | –20        | 0            | 10              | –20          |
| 11   | Wojciech Pszczolarski Szymon Sajnok | Polonia       | –40        | 9            | 9               | –31          |
| 12   | Claudio Imhof Lukas Rüegg           | Svizzera      | –40        | 0            | -               | ritirati     |
| 12   | Valentyn Kabašnyj Mykyta Jakovlev   | Ucraina       | –40        | 0            | -               | ritirati     |
| 14   | Jan Voneš Radovan Štec              | Rep. Ceca     | –40        | 0            | -               | ritirati     |
| 15   | Vladislav Logionov Rotem Tene       | Israele       | –40        | 0            | -               | ritirati     |
| 16   | Martin Chren Pavol Rovder           | Slovacchia    | –40        | 0            | -               | ritirati     |